# Henri Gobbi

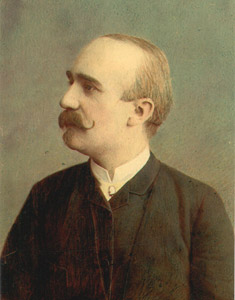
Henri Gobbi

Henri Gobbi (* 7. Juni 1841 in Pest; † 22. März 1920 in Budapest) war ein ungarischer Klavierprofessor und Komponist sowie Schüler und Freund von Franz Liszt.

## Leben
Henri von Gobbi-Ruggieri wurde 1841 in Pest als Sohn von Alois und Maria (geborene Roth) geboren. Sein Vater war ebenfalls ein sehr begabter Musiker (Geigenprofessor in Budapest) und stammte aus einem vornehmen italienischen – Paduaner – Adelsgeschlecht. Nach seiner Verheiratung mit einer Wienerin blieb er in Ungarn sesshaft. Sein ältester Sohn, Henri Gobbi, zeigte bereits im Kindesalter eine außergewöhnliche musikalische Begabung und spielte schon mit sieben Jahren Violine und erlernte später das Klavierspiel.
Mit 18 Jahren war er bereits Teil des damals sehr bekannten Trios Grünwald-Müller-Gobbi und übernahm dort die Klavierpartie. Er absolvierte das königliche Konservatorium. Als Lehrer hatte er die bekannten Musiker Johann Dunkl, Karl Thern, Robert Volkmann und zuletzt ab dem Jahre 1869 Franz Liszt, zu dessen Lieblingsschülern er sich zählen durfte.
Liszt wurde auf Gobbi zunächst durch dessen Kompositionen aufmerksam.
Gobbi sandte seine erste Sonate (im ungarischen Stil, opus 13.) zwecks Begutachtung an Franz Liszt, der in seinem Antwortschreiben ein ungewöhnliches Interesse bekundete und den Wunsch äußerte, den jungen Künstler persönlich kennenzulernen. Als Liszt bei ihrem ersten Treffen in Budapest die Begabung Gobbis erkannte, schenkte er seinem jungen Schüler große Aufmerksamkeit und dieser erwies sich als gelehriger Schüler. Henri Gobbis kompositorische Tätigkeit wandte sich unter dem Einfluss Franz Liszts einer speziellen Richtung zu, nämlich der Transkriptionen auf zwei Klaviere.
Seine Arbeiten wurden auch von anderen Komponisten, wie Brahms, Taussing, Rubinstein, Volkmann, Bülow, mit denen Gobbi in freundschaftlichen Beziehungen stand, mit Anerkennung bedacht. Brahms verwertete z. B. in der Neufassung seines Klaviertrios in H-Dur (op. 8, im Scherzo) Ideen, die Gobbi in seiner Bearbeitung für zwei Klaviere hatte. Auch die übrigen Transkriptionen Gobbis aus Brahms Werken wurden von ihm und Liszt mit hohem Interesse beobachtet. Letzterer nahm  die anfangs erwähnte Sonate und diverse andere Kompositionen in sein eigenes Konzertprogramm auf und ließ es auch von seinen Schülern spielen. Viele von Gobbis Werken sind ungedruckt.
Durch die überaus freundschaftlichen Beziehungen zu Franz Liszt wurde er Mitarbeiter und Sekretär seines Lehrmeisters, der ihn, als die ungarische Landesmusikakademie gebaut wurde, deren Gründer und Präses Franz Liszt war, die Klavierabteilung als Professur übergab. Er war fast zehn Jahre diesem Institute treu geblieben und wurde einer der bedeutendsten Vertreter der damaligen Musikwelt Ungarns. Dieses Jahrzehnt war wohl eine der interessantesten Zeitabschnitte in der Geschichte dieses Institutes, da Franz Liszts häufige Anwesenheit in Budapest begeisterte Musikstudenten aus vielen Ländern herbeizog. Sie scharten sich um den großen Komponisten und seinen Professorenstab (Robert Volkmann, Hans von Koessler, Henri Gobbi, David Popper u. a. m.). Henri Gobbi, der wohl das größte Ansehen unter seinen Schülern besaß, war als pflichttreuer, strenger, aber gerechter Professor bekannt, der mit  Begeisterung neue Talente und Ideen unterstützte und förderte. Als Brahms noch terra incognita in Ungarn war, wurden mehrere seiner Werke durch Henri Gobbi vorgetragen und so dem Publikum bekannt gemacht. Er verhalf der Bach-Kultur zu voller Blüte in Ungarn und hauchte den Beethovenstücken durch tiefgehendes Verständnis und farbenprächtiger Interpretation neues Leben ein.
In Liszts Kreisen verbrachte Gobbi mit geringen Unterbrechungen nahezu 17 Jahre, teilweise in Budapest, Rom und Weimar. Begeisterte Kunstjünger, die erfahren wollten, wie Franz Liszt bei der Interpretation seiner eigenen Werke dachte und fühlte, konnten sich an den Lisztkenner Gobbi wenden. Es wurden Henri Gobbi in der Zeit auch Angebote im Ausland gemacht, sogar eine Professur in New York. Er zog es aber vor, sich seinem persönlichen Ziel, einer selbständigen ungarischen Musikkultur, zu widmen.
Gobbi hatte zwei Kinder mit Elisabeth Grimschaw. Seine Tochter Gisella wurde später die zweite Frau von Julius Pollacsek, Franz Liszt übernahm die Patenschaft für seinen Sohn Franz Xaver.

## Werke (Auswahl)

### Klavierwerke
- Phantasiebilder, op. 17:
  - Allein
  - Bettelndes Kind
  - Intermezzo
  - In der Nähe des Klosters
  - Im Freien
  - Heimkehrende Zecher

- Sechs Tonbilder:

1. Auf der Terrasse
2. Am Friedhofe
3. Die Ruinen von Csóvár
4. Bei der großen Eiche
5. Im Kastanienwalde
6. Beim Waldbronnen

- Sechs kleine Charakterstücke, op 19:

1. Auf der Promenade
2. Kleiner Soldat
3. Nachtstückchen
4. Beim Angeln
5. Im Walde
6. Von alten Zeiten

- Ein Albumblatt, op. 27:

- Walzer Nr. 1, op.  8
- Walzer Nr. 2, op.  8
- Walzer Nr. 3, op.  9
- Walzer Nr. 4, op. 11
- Walzer Nr. 5, op. 12
- Walzer Nr. 6, op. 22
- Walzer Nr. 7, op. 10
- Walzer Nr. 8, op. 22

- Nocturne, op. 5
- Welcher ist mein Stern, op. 5
- Impromtu, op. 5
- Kronázási induló-ábránd, op. 20
- Concert-Studien Nr. 3, op. 25
- Präludium und Toccatina, op. 28
- Erste Grande Sonate, op. 13

### Klavierwerke vierhändig
- Ungarische Suite Nr. 1
- Ungarische Suite Nr. 2
- Ungarische Suite Nr. 3
- Ungarische Suite Nr. 4
- Ungarische Serenade
- Ungarische Skizzen, op. 23
- Ungarische Weisen
- Gyászra ébredés (trauriges Erwachen)

### Werke für Violine und Klavier
- Serenade Nr. 1, fis-moll, op. 6
- Serenade Nr. 2, F-Dur, op. 6
- Serenade Nr. 3, d-moll, op. 6
- Serenade Nr. 4, fis-moll, op. 6
- Serenade Nr. 5, Es-Dur, op. 6
- Serenade Nr. 6, D-Dur, op. 6

- Meinem Freunde A. Sipos, op. 16, Nr. 1
- Miss Mary Stevens, op. 16, Nr. 2
- Meinem Freunde F. Plotényi, op. 16, Nr. 3
- Meinem Bruder Alois, op. 16, Nr. 4